# Ямада Бімьо
Я́мада Бімьо́ (яп. 山田美妙, やまだびみょう; 25 серпня 1868 — 24 жовтня 1910) — японський письменник, поет, літературний критик періоду Мейдзі. Справжнє ім'я — Яма́да Такетаро́ (山田武太郎). Псевдоніми — мудрець Бімьо, вчитель Бімьо, Хікей та інші. Модерніст, популяризатор розмовної мови в японській літературі та японській поезії.

## Короткі відомості
Ямада Бімьо народився 25 серпня 1868 року в Едо, в родині самурая Ямади Кітіо з Намбе-хану. По закінченню 1-ї середньої школи Токіо, хлопець поступив на підготовчі курси Токійського університету. Він мав непересічні здібності до іноземних мов, особливо англійської. На курсах Бімьо затоваришував із майбутніми японськими літераторами Ісібасі Сіаном, Одзакі Койо, Маруокою Кюка та іншими. 1885 року разом із ними він організував «Товариство любителів чорнильниці». Воно видавало літературний вісник «Каракута бунко», в якому Бімьо опублікував оповідання «Тенґу». Це оповідання стало одним із перших творів японської літератури нового часу, яке було написано не книжною, а розмовною мовою. Згодом він порвав із «Товариством» і став писати до журналу «Квіти столиці». Через це письменник втратив популярність. Наприкінці життя він захворів і помер у бідності 24 жовтня 1910 року.
Вірші в розмовному стилі, які складав Бімьо, не мали успіху за його життя. Вони були зібрані у двох збірках «Вибрані нові вірші» та «Записки нових віршів». Деякі з них здобули славу після смерті поета і стали текстом багатьох військових пісень.
У своїх прозових творах, таких як «поле Мусасі», «Павук», «Метелик», Бімьо часто вдавався до прийомів епатажу, що часто шокувало критиків-традиціоналістів. Головні герої, зазвичай, вмирали, а послання читачу мало дидактичний характер. Нерозуміння творчості письменника змушувало його займатися упорядкуванням словників. Результами його праці стали «Великий словник японської мови» (1892) та «Великий словник» (1912). Усі пояснення були написані розмовною мовою, а деякі незвичні, як на той час, статі присвячувалися словам-вигукам.